# Lindenhorst (Dortmund)
Lindenhorst (niederdeutsch: Linnenhoarst) ist der Statistische Bezirk 14 und zugleich ein Stadtteil der kreisfreien Großstadt Dortmund. Er liegt im Dortmunder Norden und gehört zum Stadtbezirk Eving.

## Geographie
Lindenhorst liegt auf einer Höhe von 75 m ü. NHN und grenzt im Westen an den Dortmund-Ems-Kanal und im Osten an die Bundesstraße 54.

## Geschichte
Lindenhorst wurde erstmals im Jahre 1176 als Lyndenhorst urkundlich erwähnt. Es war der Stammsitz der Herren von Lindenhorst, die ab dem Jahr 1296 auch die Grafen der Grafschaft Dortmund wurden. Der Stammsitz des Adelsgeschlechts befand sich in der Nähe der heutigen evangelischen Kirche, die vermutlich bereits im 12. Jahrhundert als Kapelle des Herrensitzes diente. Mit der Auflösung der Grafschaft Dortmund im Jahr 1808 wurde der Ort in das Territorium des Großherzogtums Berg eingegliedert. Erst seit der Eingemeindung am 10. Juni 1914 gehört Lindenhorst wieder zur Stadt Dortmund. Bemerkenswert ist die denkmalgeschützte Johanneskirche.
Das Wachstum des bis dahin ausschließlich landwirtschaftlich geprägten Ortes begann im Jahr 1872 mit der Gründung der Zeche Fürst Hardenberg auf der Grenze zum Stadtteil Deusen. Lindenhorst gehört, wie auch der östliche Nachbarstadtteil Eving, zu den 13 sozial benachteiligten Stadtteilen Dortmunds.

## Sport
Überregional bekannt ist der Sportverein TuS Eving-Lindenhorst, aus dem so bekannte Fußballnationalspieler wie Lars Ricken und Michael Zorc sowie der Torwart Stefan Klos hervorgingen.

## Bevölkerung
Am 31. Dezember 2024 lebten in Lindenhorst 6.005 Einwohner.
Struktur der Lindenhorster Bevölkerung:
- Bevölkerungsanteil der unter 18-Jährigen: 20,6 % [Dortmunder Durchschnitt: 16,2 % (2018)][4]
- Bevölkerungsanteil der mindestens 65-Jährigen: 13,9 % [Dortmunder Durchschnitt: 20,2 % (2018)][5]
- Ausländeranteil: 32,9 % [Dortmunder Durchschnitt: 22,3 % (2024)][6]
- Arbeitslosenquote: 13,6 % [Dortmunder Durchschnitt: 11,0 % (2017)][7]

Das durchschnittliche Einkommen in Lindenhorst liegt etwa 10 % unterhalb des Dortmunder Durchschnittes.

### Bevölkerungsentwicklung
| Jahr | Einw. |
| ---- | ----- |
| 1987 | 4777  |
| 2003 | 5362  |
| 2008 | 5490  |
| 2010 | 5490  |
| 2013 | 5665  |
| 2016 | 6069  |
| 2018 | 6104  |
| 2019 | 6115  |
| 2022 | 6030  |
| 2023 | 5995  |
| 2024 | 6005  |